# Ependes (Vaud)
Ependes es una comuna suiza del cantón de Vaud, situada en el distrito de Jura-Nord vaudois. Limita al noroeste con las comunas de Treycovagnes e Yverdon-les-Bains, al este con Belmont-sur-Yverdon, al sur con Suchy, al suroeste con Essert-Pittet y Orbe, y al oeste con Mathod y Suscévaz.
La comuna formó parte hasta el 31 de diciembre de 2007 del distrito de Yverdon, círculo de Belmont-sur-Yverdon.

## Transportes
Ferrocarril
En la comuna existe una estación de ferrocarril en la que efectúan parada trenes de cercanías de una línea perteneciente a la red 'RER Vaud'.